# Sorin Frunză
Sorin Frunză (Galați, 29 marzo 1978) è un ex calciatore rumeno, di ruolo centrocampista.

## Carriera

### Club
Ha esordito nel 2005 in prima squadra e in 3 stagioni ha collezionato 30 presenze e 4 reti. Nel 2008 si trasferisce all'Unirea Urziceni dove milita per 2 stagioni. Esordisce nella fase a gironi di Champions League il 16 settembre 2009 in un Siviglia-Unirea Urziceni 2-0. Passa poi al Rapid Bucarest. Viene acquistato dall'Oțelul Galați nel 2011.

## Palmarès

### Club

#### Competizioni nazionali
- Campionato rumeno: 1

Oțelul Galați: 2010-2011
- Supercoppa di Romania: 1

Oțelul Galați: 2011